# Cuterebra praegrandis
Cuterebra praegrandis är en tvåvingeart som beskrevs av Austen 1933. Cuterebra praegrandis ingår i släktet Cuterebra och familjen styngflugor. Inga underarter finns listade i Catalogue of Life.